# Smogorzów Wielki

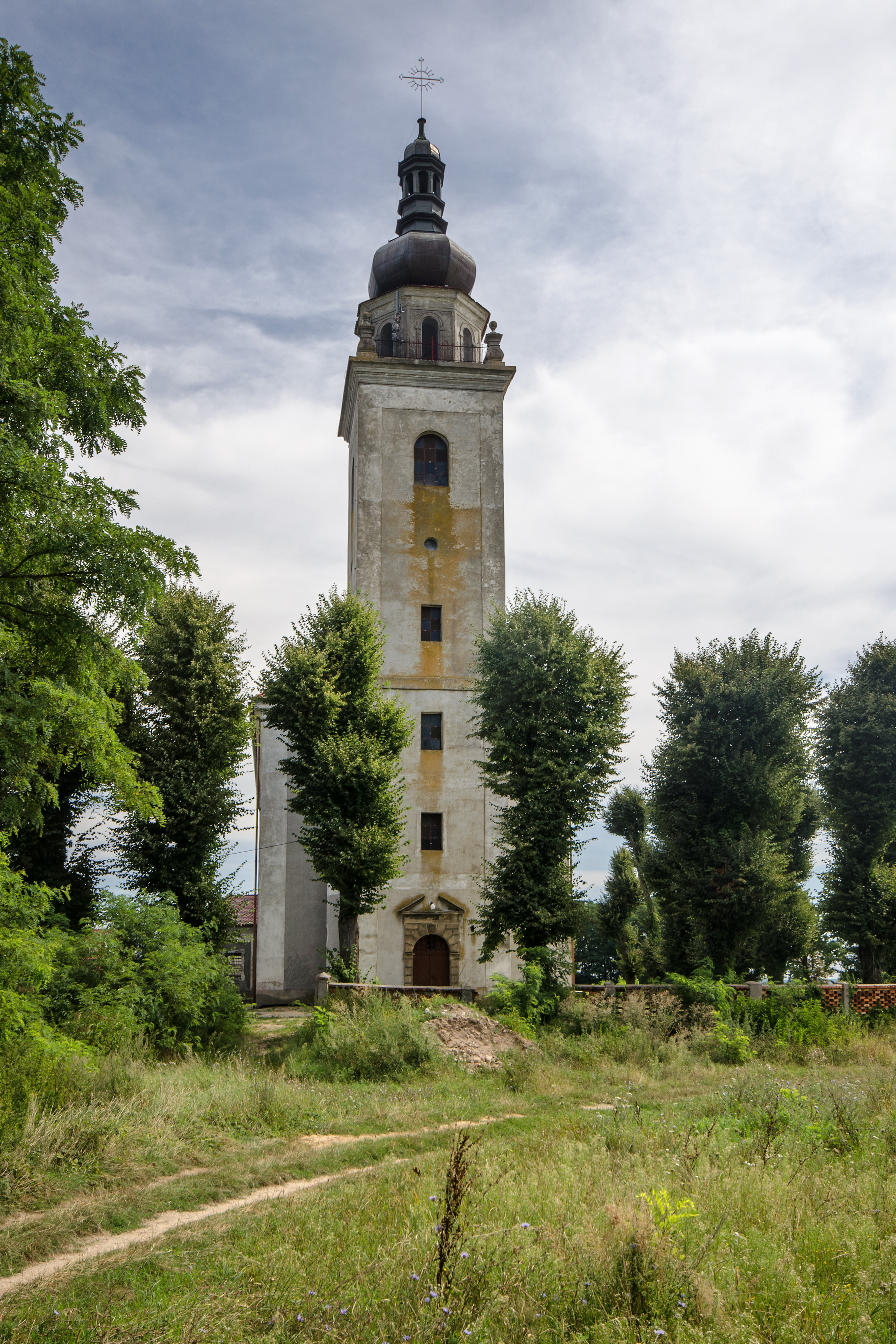
Kościół św. Michała Archanioła

Smogorzów Wielki (niem. Groß Schmograu) – wieś w Polsce położona w województwie dolnośląskim, w powiecie wołowskim, w gminie Wińsko.
W latach 1975–1998 miejscowość administracyjnie należała do województwa wrocławskiego.
Polską nazwę miejscowości w formie Smogorzów w książce "Krótki rys jeografii Szląska dla nauki początkowej" wydanej w Głogówku w roku 1847 wymienił śląski pisarz Józef Lompa.

## Zabytki
Do wojewódzkiego rejestru zabytków wpisany jest:
- kościół parafialny pw. św. Michała z 1702 r., przebudowany w latach 1957-1959; na elewacji kościoła[7]
  - epitafium Fridricha von Motschelnitza (zm. 1585) z herbami ojcowskimi (po lewej), von: Motschelnitz, Runge  i matczynymi (po prawej), von: Mohl, Braun[8].